# Zayd Abu Zayd
Sayyid Abu Zayd, llamado Abū Zayd ʿAbd al-Raḥmān ibn Abī ʿAbd Allāh Muḥammad Ibn Abī Ḥafṣ ʿUmar Ibn ʿAbd al-Mu'min (Baeza, 1195-1268) fue el último gobernador almohade de Valencia.

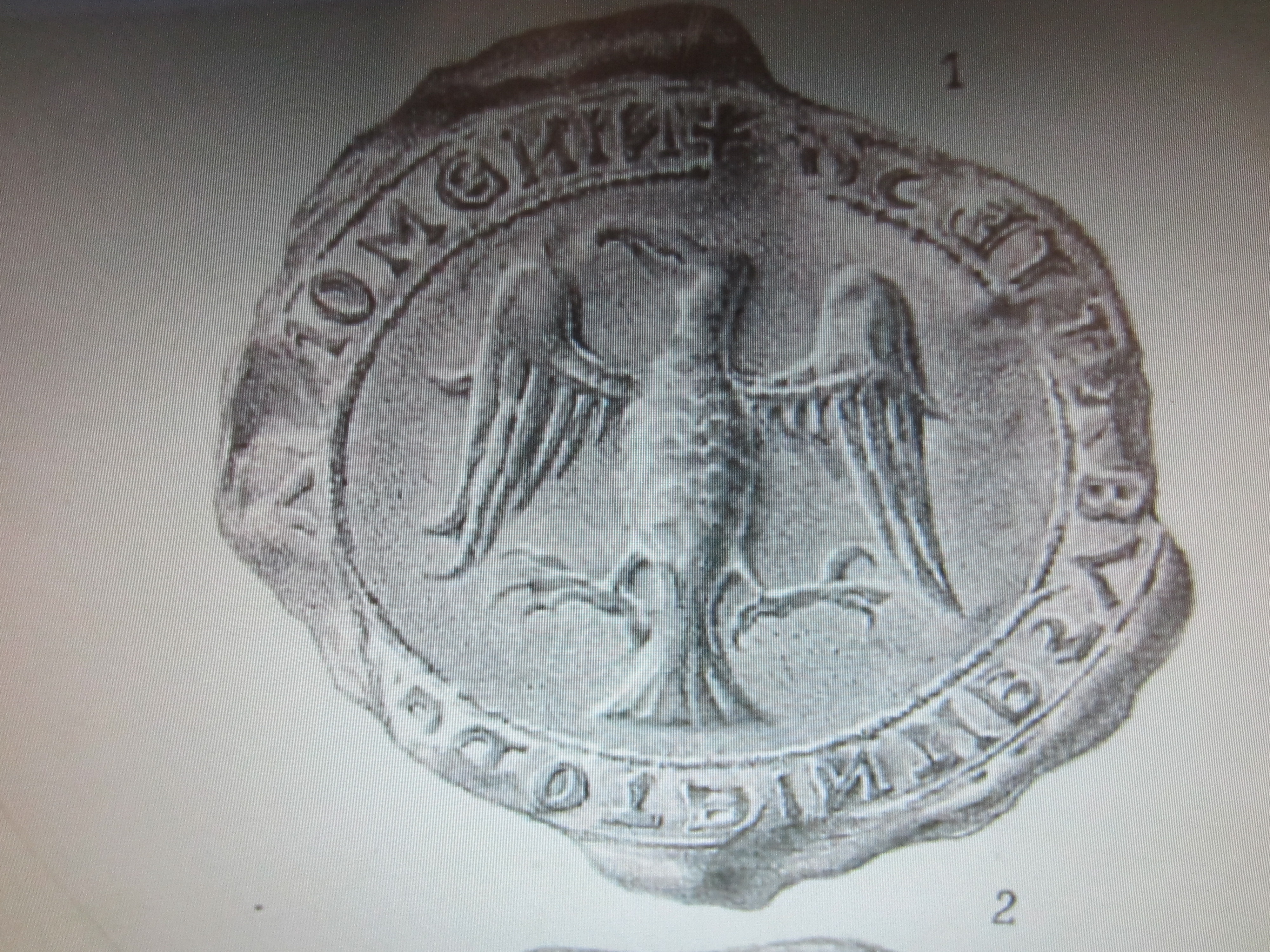
Sello del Saiyid Abú Zayd.

## Biografía
Nacido circa 1195, príncipe almohade, bisnieto del califa Abd al-Mumin. Sucedió como gobernador de Valencia (antes de 1223-1229) a su tío Abū `Abd Allāh Muhammad (1219/1220-antes de 1223). Y este último a su hermano, el padre de Abū Zayd, Abū `Abd Allāh Muhammad (1210/1211-antes de 1219/1220). 

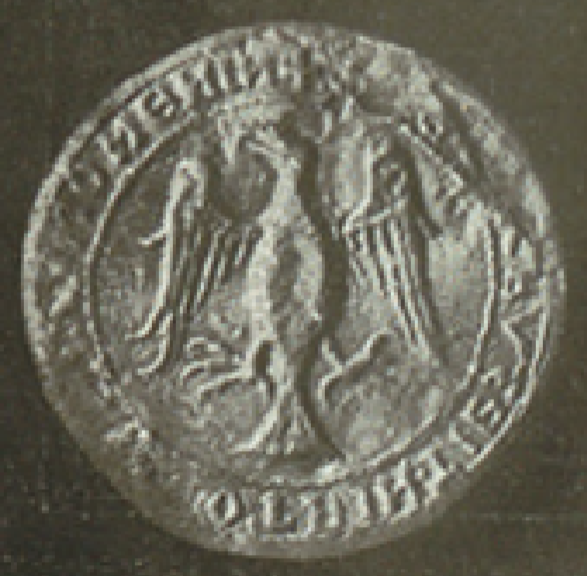
Sello de 1262

A la muerte del califa Yūsuf II en 1224 se produce una lucha dinástica que permite a Abū Zayd gozar de total autonomía respecto al imperio almohade, pero se encuentra rodeado de enemigos, y en 1225, decide hacerse vasallo del rey castellano Fernando III.  En 1227 reconoce a Al-Mamún, anterior gobernador de Córdoba y Sevilla, como califa almohade y, por tanto, rompe el vasallaje con el rey castellano. En 1228 recupera los castillos de Villahermosa y Bejís, plazas del norte valenciano ocupadas anteriormente por los aragoneses. Pero, Muhámmad ibn Hud conquista Murcia, se nombra rey y reconoce al califa abasí, rompiendo aún más la unidad almohade de Al-Ándalus. En esta situación caótica, agravada por el hambre, ese mismo año se produjo una revuelta en Valencia, que aprovechó Zayyan ibn Mardanish —descendiente de Muhámmad ibn Mardanís— el llamado Rey Lobo por los cristianos, para sublevarse en Onda. El 24 de enero de 1229 Zayyan entró en Valencia, proclamando también obediencia al califa abasí, y Abu Zayd tuvo que huir primero a Segorbe y después a Aragón.
En 1229, tras la expulsión de su cargo por Zayyán ibn Mardanish, ratifica un acuerdo de vasallaje con Jaime I por el cual el rey de Aragón le da permiso para conquistar y poblar cuantos lugares y castillos consiguiera dentro del territorio musulmán valenciano, a cambio de la cuarta parte de las rentas. En 1232 ratifican en Teruel el compromiso adquirido, reconociendo el primero los favores recibidos y la renuncia a todas las rentas que sobre Valencia y su término se habían reconocido en 1229; se le facilita al rey aragonés la toma de Valencia. Abū Zayd fue un apreciable aliado del Conquistador en su lucha por la reconquista de las tierras valencianas, en la que toma parte aportando sus mesnadas.
En 1232 Abu Zayd se convirtió al cristianismo bautizándose con el nombre de Vicente Bellvís, pero lo mantuvo en secreto hasta la conquista de Valencia. Aunque continuó utilizando el título de rey de Valencia hasta que Jaime I entró en la ciudad el 1238, a partir de entonces actuó siempre como un verdadero señor feudal cristiano favorecido por el rey, con el que firmó un pacto de vasallaje Calatayud el 20 de abril. Al servicio del rey Jaime participó de la conquista del reino: primero desde tierras de Teruel, después durante la conquista de la capital, y más tarde, llevando su huestes al sur, donde conquistó Ibi en 1244, Castalla, Onil, Tibi, Orxeta y Torres Torres.
Bajo la protección del Jaime I ostentó el señorío de localidades moriscas del Alto Mijares (Cirat) que legó a su hijo Fernando. Obtuvo numerosas donaciones reales: En 1236 las villas de Ricla y Magallón, en 1238 alquerías de la Huerta de Valencia y casas en la ciudad, en 1239 la villa de Ganalur y la alquería de Aldaya.
El 27 de enero de 1243 Abu Zayd recibió el vasallaje de Eximén Pérez y de su hijo Blasco, y les concedió el castillo de Arenoso, para comandar sus fuerzas militares y como dote por la boda de Blasco con su hija Alda Ferrández Aba-Omahet.

### Muerte de Abū Zayd
La muerte de Abu-Zayd se sitúa anterior al 11 de diciembre de 1268, fecha en la que el documento expresa que es difunto.  Sus hijos y parientes recibieron una herencia importante y al estar emparentados con la nobleza aragonesa se convirtieron también en señores cristianos.
Alrededor del 16 de junio de 1860 se levantó una lápida en Valencia, y dejó a la vista algunos restos humanos, cuyo estado denotaban su antigüedad. En el mismo sitio se encontró un pergamino que dice así:

Hic jacet D. Vicentius Belvis cum prole sua olim Zeit Abuceit rex Valentiae maurus adeo suae religionis celator VT duos innocentissimos viros beatos Joannem de Perusia et Petrum de Saxo-Ferrato seraphici patris francisci filios ac socios veram christi fidem praedicantes gladio jugulaverit sed inspirante patre luminum recipiens omne nefas diluit sacro baptismatis lavacro et aeternum reconciliationis signum hanc olim aulam suam in ecclesiam et cenobium destinavit.

Estos restos fueron trasladados a la iglesia del monasterio de religiosas de la Puridad y están colocados encima de la pila del agua bendita, entrando a mano izquierda. Todavía se lee allí, en la misma lápida antigua, bajo de una corona real, la inscripción que compuso el P. Fray Miguel Enrich, en los siguientes dísticos:

Hic jacet azotus maurus, dulcisque propago qui dominans urbis, par jugulare jubet Francisci comitum, nunc coeli sede beatus, sacro fonte tamen diluit omne nefas, dum pro inclementi fundit pia vota precesque, urbs urbs expugnatur, sacra fit aula dei.

## Conversión
El 22 de abril de 1236, convertido Abū Zayd al cristianismo y siendo bautizado con el nombre de Vicente Bellvís, hizo la conocida donación de "castros, villas y alquerías que yo al presente poseo y pueda poseer, que de derecho deben de pertenecer a la sede segobricense", al obispo de Segorbe Guillermo Eximeno o Gimeno.

## Matrimonio y descendencia

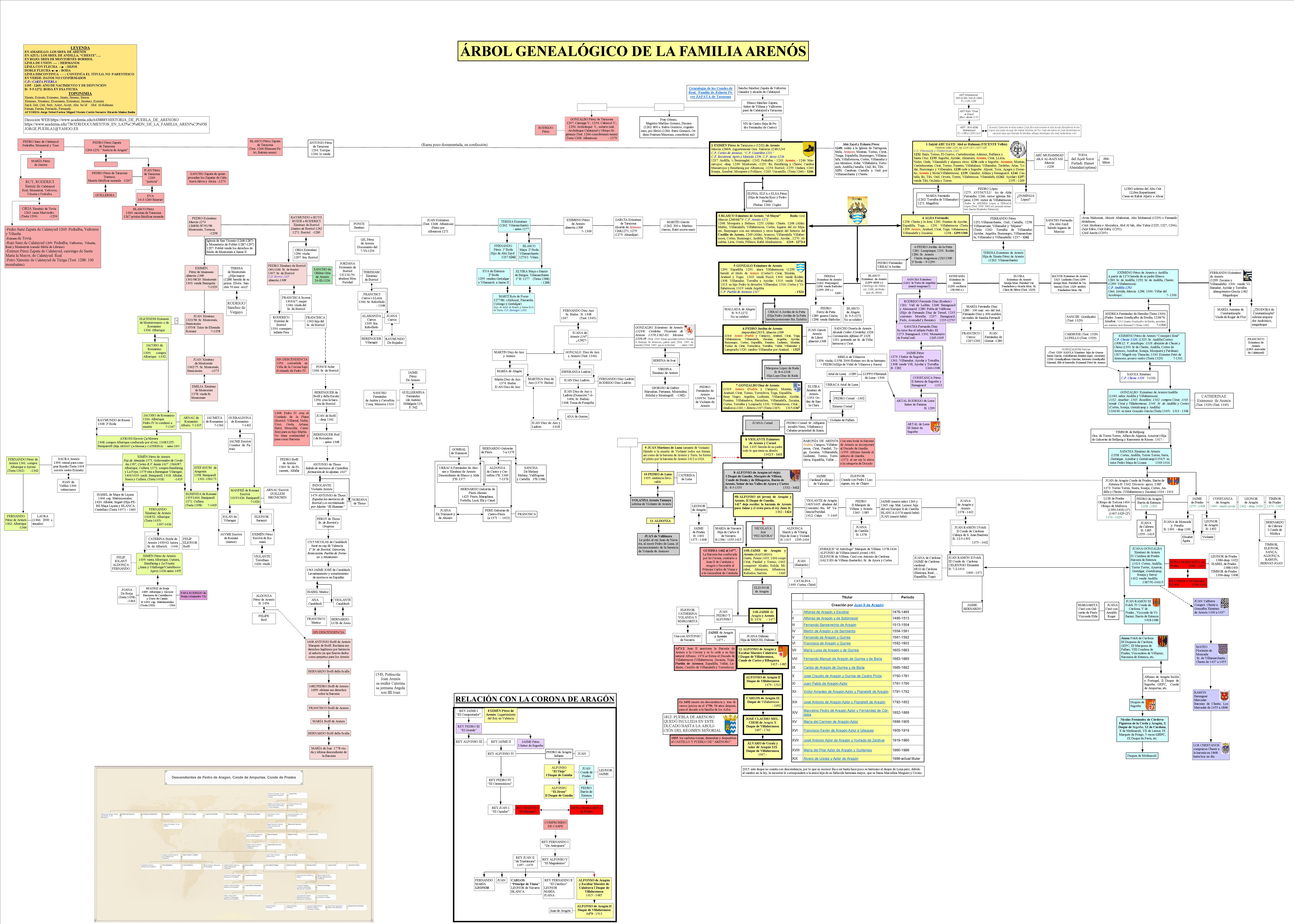

Abū Zayd casa a su hija, Doña Alda Fernández, que aporta como dote el señorío de Arenós, con Blasco Pérez de Arenós hijo de Don Eximén Pérez de Tarazona, que estaba al frente de la mesnada aragonesa que constituía la fuerza militar de Abū Zayd, tras lo cual aquel mudó su apellido Tarazona en "Arenós".
Tuvo varios hijos. Con María Ferrandis: Alda Ferrandis, Fernando Pérez y Sancho Ferrandis; Otros: Elisenda (curó su enfermedad en el castillo de Castro); Mahomat Abiceit o Abahomat; Ceyt Abohiara o Aboyahya; Zeyt Edris o Idrîs; Aazón...
Puede que su mujer fuese Dominga López ya que los nietos de María Ferrandis no eran considerados, por el obispo Dull de Segorbe (1324), del matrimonio. O son la misma persona, ya que  el tío de Alda Ferrandis se llamaba Pedro López con dos hijas Andrea López y Urraca López primas de Alda Ferrandis.